# Michałowo (województwo pomorskie)
Michałowo (kaszb. Michałowò, niem. Alt Vorwerk) – wieś (ulicówka) kaszubska w Polsce położona w województwie pomorskim, w powiecie słupskim, w gminie Główczyce. Wieś wchodzi w skład sołectwa Stowięcino.
W latach 1975–1998 miejscowość administracyjnie należała do województwa słupskiego.

## Nazwa
Nazwa jest tzw. chrztem nazewniczym i ma charakter pseudodzierżawczy. Powstała przez dodanie do nazwy osobowej Michał formantu -owo. Pierwotna niemiecka nazwa Alt Vorwerk ma charakter kulturowy i jest zestawieniem dwóch członów: przymiotnika alt „stary” i nazwy pospolitej Vorwerk „folwark”.
Rada Języka Kaszubskiego proponuje opartą na polskiej kaszubską formę nazwy Michałowò.